# 高田三郎 (ボイストレーナー)
高田 三郎（たかだ さぶろう）は、日本のボイストレーナー。ポピュラー音楽におけるボイストレーニングの第一人者であり、高い声で歌えるようになる「音域拡張メソッド」で知られている。
間違われることが多いが、クラシック音楽の髙田三郎（たかた さぶろう）とは同姓同名の別人であり、一切関係はない。

## 概要
ポピュラー音楽のボイストレーナー（ボーカル指導者）であり、自らが主宰するボーカルスクール「TRUE VOICE」でアーティスト育成に総合的に関わっている。現在は個人レッスンのほか、昭和音楽大学講師、ゴスペルクワイヤ講師、DMMオンラインサロンでのオンラインボイストレーニングなど、多方面で指導を行っている。
マイケル・ジャクソン、スティーヴィー・ワンダーらを指導したボイストレーナーのセス・リッグスに師事し、アジア圏では初のSLS協会公認トレーナーに認定された。
近年のボイストレーニングで一般化した「ミドルボイス等の区分」「リップロール、タングトリル等の高音トレーニング法」を日本に広めたのは高田三郎である。
あまり知られていないが、ボーカリスト、作詞家、作曲家、編曲家など、ボイストレーナー以外の活動も行っている。

## 科学的ボイストレーニング
高田三郎が行っているボーカルトレーニングは、科学的な根拠に基づいた独自の手法である。このトレーニング法は高田三郎がSLS法など海外の手法を学びつつ、医学や物理学なども取り入れて確立したものであり、効果的に歌を上達させることが可能になっている。
旧来のボイストレーニングは「伸びやかに」「腹に力を入れて」など感覚的な指導が多く、必ずしも効率的な上達が望めるものではなかった。それどころか「声はどんどんつぶせばもっと強くなるから、一度つぶさなければだめだ」といった危険な指導法も蔓延しており、喉をつぶして短命に終わってしまうアーティストも多かった。その結果「歌は練習しても上手くならない」「ボイストレーニングによって個性が無くなってしまう」といった、ボイストレーニング不要論が広がる一因にもなっていた。
そんな中、高田三郎の提唱した科学的な手法はボイストレーニング界に大きな衝撃を与え、ボイストレーニングに関する認識を一変させることになった。現在のように「練習次第で歌は上達する」というのが広く知られるようになったのは、高田三郎の影響が大きい。

## 音域拡張メソッド
高田三郎が提唱した「音域拡張メソッド」は、高い声で歌えるようになるトレーニング法として、ボーカリストから広い支持を受けている。
この「音域拡張メソッド」をはじめて公表したのは、のちに代表作となる「高い声で歌える本」である。この書籍は「高音で歌う仕組みを科学的に解説する」という内容だったが、物理学や医学的な見地から解説が加えられているため、内容は非常に難解で、一般のボーカリストが容易に理解できるものではなかった。
そのため「なんてマニアックな本を書いてしまったんだ」「誰も買わないんじゃないか」と執筆後に後悔していたが、実際に出版されると重版に次ぐ重版のベストセラーとなり、結果的には高音域拡張を目指すボーカリスト必須の書になった。
この書籍は国内のみならず大韓民国でも出版されており、「韓国のプロボイストレーナー全員が『高い声で歌える本』を持っている」と言われるほど、韓国音楽界に強い影響を与えている。

## 著作
ボイストレーニング関連の書籍を積極的に執筆しており、その出版数は日本で一番多い。
代表作は前述のとおり「高い声で歌える本」。音域拡張メソッドを科学的かつ理論的に解説した書籍で、理論的な発声法が確立されていなかった当時のボイストレーニング界に衝撃を与えた。
また海外のボイストレーニング本の翻訳にも積極的に取り組んでおり、ロジャー・ラヴの「SING LIKE THE STARS!」を、高田三郎監修・百瀬由美翻訳で「ハリウッド・スタイル　実力派ヴォーカリスト養成術」として日本で出版。その後も翻訳本を多数手がけている。

## 脚註
1. ↑  “TRUE VOIVE”. 2022年9月24日閲覧。
2. ↑  “高田三郎公式サイト”. 2022年9月24日閲覧。
3. ↑  “昭和音楽大学”. 2022年9月24日閲覧。
4. ↑  “宮地楽器”. 2022年9月24日閲覧。
5. ↑  “DMM 高田三郎のハリウッドスタイルヴォーカル塾”. 2022年9月24日閲覧。
6. ↑  Riggs, Seth (1992/6/1). Singing for the Stars: A Complete Program for Training Your Voice. Alfred Pub Co. p. 8
7. ↑  TRUE VOICE主宰として後進の指導に注力するため、SLSトレーナーの資格更新を一旦休止している。そのため、厳密にはSLS元公認トレーナーである。（「残念なヴォーカルが上手くなる40の方法」40頁より）
8. ↑  『高い声で歌える本』リットーミュージック、2002年2月20日、109頁。
9. ↑  “リットーミュージック”. 2022年9月24日閲覧。
10. ↑  『残念なヴォーカルが上手くなる40の方法』リットーミュージック、2011年5月25日、39頁。
11. ↑  『高い声で歌える本』リットーミュージック、2002年2月20日、13頁。
12. ↑  『新・ヴォーカリストのための全知識 新装版』リットーミュージック、2020年3月9日、23頁。
13. ↑  『高い声で歌える本』リットーミュージック、2002年2月20日、54頁。
14. ↑  『高い声で歌えるデイリー・トレーニング・ブック』リットーミュージック、2008年11月28日、4頁。
15. ↑  『高い声で歌える本Complete Edition』リットーミュージック、2020年3月19日、2頁。
16. ↑  “고음보컬 가이드북”. 2022年6月24日閲覧。
17. ↑  “高田三郎の作品”. 2022年9月24日閲覧。
18. ↑  “リットーミュージック”. 2022年9月24日閲覧。
19. ↑  『ハリウッド・スタイル　実力派ヴォーカリスト養成術』リットーミュージック、2005年7月15日、4頁。